# Virginia Slims of Indianapolis 1991
Il Virginia Slims of Indianapolis 1991 è stato un torneo di tennis giocato sul cemento indoor. È stata la 12ª edizione del torneo, che fa parte della categoria Tier IV nell'ambito del WTA Tour 1991. Si è giocato ad Indianapolis negli USA dall'11 al 17 novembre 1991.

## Campionesse

### Singolare
Katerina Maleeva ha battuto in finale  Audra Keller con il punteggio di 7–6, 6–2

### Doppio
Patty Fendick /  Gigi Fernández hanno battuto in finale  Katrina Adams /  Mercedes Paz con il punteggio di 6–4, 6–2